# Anton Amberger
Anton Amberger (* 30. Dezember 1919 in Kösching; † 2. Dezember 2011) war ein deutscher Agrarwissenschaftler.

## Werdegang
Amberger war der Sohn des Kaufmanns Franz Amberger. Er studierte Landwirtschaft in Berlin und München und promovierte 1952 zum Thema „Der Einfluss verschiedener Ernährung auf den Fermentgehalt und die Qualität einiger Grünlandpflanzen“. Nach Habilitation für das Fachgebiet Pflanzenernährung 1958 führte ihn ein Studienaufenthalt nach Aberdeen. Im Anschluss war er vier Jahre Abteilungsleiter an der Bayerischen Landesanstalt für Bodenkultur und Pflanzenbau in München. 1966 folgte er einem Ruf auf den Lehrstuhl für Pflanzenernährung der TH München in Weihenstephan.
Schwerpunkt seiner wissenschaftlichen Arbeit war die anwendungsorientierte Grundlagenforschung zur Optimierung einer qualitativ hochwertigen Pflanzenproduktion sowie der Erhaltung der Bodenfruchtbarkeit. Amberger war ehrenamtlich in der Kommission Reinhaltung der Luft tätig.

## Schriften
- Der Einfluss verschiedener Ernährung auf den Fermentgehalt und die Qualität einiger Grünlandpflanzen. München 1952. - Dissertation
- Pflanzenernährung: Ökologische und physiologische Grundlagen. 1. Auflage, Ulmer, Stuttgart 1979, ISBN 3-8001-2454-8. - vier Auflagen.